# Attila Simon
Attila Simon (Budapest, 2 febbraio 1983) è un calciatore ungherese, attaccante del Mezőörs.

## Caratteristiche tecniche
Punta centrale vecchia maniera spesso uomo squadra nonché rigorista e dal gran senso per il gol.

## Carriera
Cresce calcisticamente con l'MTK Budapest squadra della sua città con la quale fa tutta la trafila nelle giovanili, le sue prime esperienze nei campionati professionistici arrivano con il BKV Előre (NBII) 51 presenze e 9 gol tra il 2003 e il 2005 e con il Soroksar (NBIII) 11 reti in 26 incontri, entrambe società degli omonimi quartieri di Budapest. La svolta arriva nell'estate del 2006 con il Diósgyőr che gli fa firmare un contratto biennale facendole esordire in NBI la massima serie del calcio magiaro. I gol non tardano ad arrivare e nelle due stagioni passate con il club di Miskolc mette a segno 23 reti in 58 partite di campionato confermandosi in entrambe le stagioni il capocannoniere della squadra. Nella stagione 2008-09 viene acquistato dall'Újpest con cui riesce a centrare insieme al resto della squadra un sorprendente secondo posto in campionato che gli vale l'accesso all'Europa League in una stagione che si rivelerà sotto il profilo realizzativo scarso con sole 4 reti in 23 presenze rimanendo ampiamente fuori dai parametri delle scorse stagioni, il 24 febbraio 2010 dopo un inizio di stagione in cui viene utilizzato raramente, colpa anche del feeling mai nato visti i soli 5 gol messi a segno in 30 partite di campionato, confermandosi invece vero e proprio bomber delle coppe nazionali con 16 reti in 18 presenze viene acquistato dal Kecskemét nel febbraio 2010. Con 2 reti messe a segno in 14 incontri contribuisce ad un tranquillo campionato, la stagione seguente inizia sempre con il club biancoviola, ma ad agosto a campionato già iniziato passa in prestito allo Zalaegerszeg piazzandosi a fine campionato al quarto posto. Tornato nuovamente al Kecskemét è fuori dai piani tecnici della squadra giocando solo scampoli di partite e segnando un gol, cause che lo porteranno ad accasarsi nel mercato invernale al Siofok, trascinandolo grazie ai suoi 7 gol molti dei quali ai danni dei top team in sole 13 presenze a terminare la stagione a centro classifica. Successivamente passa al Paks e a gennaio 2013 viene mandato in prestito al Pecs. La stagione 2013-14 tornato al Paks lo vede protagonista di una grande stagione sotto il profilo personale, aiutando il club a centrare la salvezza in massima serie, e divenendo capocannoniere assieme a Nemanja Nikolić con 18 reti del campionato. Le ottime prestazioni convincono il Wolfsberger club della massima serie austriaca a puntare su di lui andando così per la prima volta all'estero. Esordisce già alla seconda giornata di campionato nella partita vinta 4-0 sull'Austria Vienna fornendo un assist, nel corso del campionato viene considerato una riserva fatta eccezione per la coppa nazionale dove gioca titolare e riesce a segnare anche un gol contro il Wiener Neustadt. Infortunatosi in allenamento chiude anzitempo la stagione in prima squadra con sole 8 presenze e per la prima volta in carriera nessun gol, va meglio nella squadra B dove riesce a segnare 3 reti in 9 partite. Tornato in patria firma per il Gyirmót squadra militante in NBII, la seconda serie del calcio magiaro. Con 27 presenze e 12 reti in coppia con András Simon 24 reti in 2, vince il campionato alzando il suo primo trofeo in carriera, portando il piccolo club di Győr per la prima volta nella sua storia in massima serie. Il 10 gennaio 2017 lascia la squadra dopo 33 presenze e 12 reti, firmando un contratto biennale con il Dorogi scendendo di categoria. Esordisce il 19 febbraio segnando all'esordio nella partita casalinga vinta 3-2 grazie alla sua marcatura contro lo Csákvár. Le sue 8 reti in 18 partite faranno terminare la squadra all'ottavo posto. Rimane in squadra anche nella stagione seguente, prima di trasferirsi allo Szolnok in terza serie. Nel corso dell'annata frutto delle 27 reti in 30 presenze fa vincere alla squadra il campionato, vincendo anche il titolo di capocannoniere. La stagione seguente con la squadra promossa in seconda serie fatica a trovare la rete, lasciando la squadra dopo una tranquilla salvezza a fine campionato. Nel luglio 2020 scende di categoria firmando un contratto annuale con il Taksony in NBIII, rimane in squadra fino a febbraio 2021, quando firma un contratto scendendo ancora di categoria con il Dunaharaszti società della Megye I (la quarta serie ungherese). Chiude la stagione con 19 reti in 15 presenze mancando di poco la vittoria del campionato, la stagione seguente forte delle 27 reti in 29 presenze oltre a vincere la classifica dei cannoniere aiuta la squadra a vincere il campionato. Dopo una stagione e mezzo culminata con la promozione nel professionismo e ben 46 reti in 44 presenze si accasa all'Eger, in terza serie. Dopo una sola stagione in cui pur segnando 15 reti non riesce nell'impresa di salvare il club dalla retrocessione in Megye I giunta all'ultima giornata, all'età di quarant'anni scende in quarta serie ovvero in Megye I firmando un contratto annuale con il FÉMALK-Dunavarsány squadra dell'omonima cittadina della Contea di Pest. Chiude la stagione al terzo posto, sfiorando la promozione contribuendo con un bottino personale di 9 reti in 26 incontri. La stagione seguente decide di continuare con il calcio giocato, restando sempre in quarta serie ma cambiando squadra, accettando la proposta del Mezőörs, piccola cittadina della contea di Contea di Győr-Moson-Sopron.

## Statistiche

### Presenze e reti nei club
Statistiche aggiornate al 19 ottobre 2024.
| Stagione                | Squadra                 | Campionato              | Campionato | Campionato | Coppe nazionali | Coppe nazionali | Coppe nazionali | Coppe continentali | Coppe continentali | Coppe continentali | Altre coppe | Altre coppe | Altre coppe | Totale | Totale |
| Stagione                | Squadra                 | Comp                    | Pres       | Reti       | Comp            | Pres            | Reti            | Comp               | Pres               | Reti               | Comp        | Pres        | Reti        | Pres   | Reti   |
| ----------------------- | ----------------------- | ----------------------- | ---------- | ---------- | --------------- | --------------- | --------------- | ------------------ | ------------------ | ------------------ | ----------- | ----------- | ----------- | ------ | ------ |
| 2003-2004               | BKV Előre               | NBII                    | 24         | 2          | MK              | ?               | ?               | -                  | -                  | -                  | -           | -           | -           | 24+    | 2+     |
| 2004-2005               | BKV Előre               | NBII                    | 27         | 7          | MK              | ?               | ?               | -                  | -                  | -                  | -           | -           | -           | 27+    | 7+     |
| Totale BKV Előre        | Totale BKV Előre        | Totale BKV Előre        | 51         | 9          |                 | ?               | ?               |                    | -                  | -                  |             | -           | -           | 51+    | 9+     |
| 2005-2006               | Soroksar                | NBIII                   | 26         | 11         | -               | -               | -               | -                  | -                  | -                  | -           | -           | -           | 26     | 11     |
| 2006-2007               | Diósgyőri               | NBI                     | 30         | 9          | MK              | 7               | 5               | -                  | -                  | -                  | -           | -           | -           | 37     | 14     |
| 2007-2008               | Diósgyőri               | NBI                     | 28         | 14         | MK+MLK          | 2+16            | 2+10            | -                  | -                  | -                  | -           | -           | -           | 46     | 26     |
| Totale Diósgyőr         | Totale Diósgyőr         | Totale Diósgyőr         | 58         | 23         |                 | 25              | 17              |                    | -                  | -                  |             | -           | -           | 83     | 40     |
| 2008-2009               | Újpest                  | NBI                     | 23         | 4          | MK+MLK          | 5+9             | 6+5             | -                  | -                  | -                  | -           | -           | -           | 37     | 15     |
| 2009-feb. 2010          | Újpest                  | NBI                     | 7          | 1          | MK+MLK          | 4+0             | 5+0             | UEL                | 0                  | 0                  | -           | -           | -           | 11     | 6      |
| Totale Újpest           | Totale Újpest           | Totale Újpest           | 30         | 5          |                 | 18              | 16              |                    | 0                  | 0                  |             | -           | -           | 48     | 21     |
| feb.-giu. 2010          | Kecskemét               | NBI                     | 14         | 2          | MK+MLK          | -+2             | -+0             | -                  | -                  | -                  | -           | -           | -           | 17     | 0      |
| lug.-ago. 2010          | Kecskemét               | NBI                     | 3          | 1          | MK+MLK          | -+1             | -+1             | -                  | -                  | -                  | -           | -           | -           | 4      | 2      |
| ago. 2010-2011          | Zalaegerszeg            | NBI                     | 21         | 5          | MK+MLK          | 6+4             | 5+1             | -                  | -                  | -                  | -           | -           | -           | 31     | 11     |
| 2011-feb. 2012          | Kecskemét               | NBI                     | 4          | 1          | MK+MLK          | 0+4             | 0+2             | UEL                | 1                  | 0                  | MS          | 0           | 0           | 9      | 3      |
| Totale Kecskemét        | Totale Kecskemét        | Totale Kecskemét        | 21         | 4          |                 | 7               | 3               |                    | 1                  | 0                  |             | 0           | 0           | 29     | 7      |
| feb.-giu. 2012          | Siófok                  | NBI                     | 13         | 7          | MK+MLK          | -               | -               | -                  | -                  | -                  | -           | -           | -           | 13     | 7      |
| 2012-gen. 2013          | Paks                    | NBI                     | 15         | 7          | MK+MLK          | 3+4             | 3+2             | -                  | -                  | -                  | -           | -           | -           | 22     | 12     |
| gen.-giu. 2013          | Pécs                    | NBI                     | 13         | 3          | MK+MLK          | -+4             | -+0             | -                  | -                  | -                  | -           | -           | -           | 17     | 3      |
| 2013-2014               | Paks                    | NBI                     | 29         | 18         | MK+MLK          | 1+2             | 0+0             | -                  | -                  | -                  | -           | -           | -           | 32     | 18     |
| Totale Paks             | Totale Paks             | Totale Paks             | 44         | 25         |                 | 10              | 5               |                    | -                  | -                  |             | -           | -           | 54     | 30     |
| 2014-2015               | Wolfsberger             | BL                      | 8          | 0          | CA              | 2               | 1               | -                  | -                  | -                  | -           | -           | -           | 10     | 1      |
| 2014-2015               | Wolfsberger II          | RW                      | 9          | 3          | -               | -               | -               | -                  | -                  | -                  | -           | -           | -           | 9      | 3      |
| 2015-2016               | Gyirmót                 | NBII                    | 27         | 12         | MK              | 1               | 1               | -                  | -                  | -                  | -           | -           | -           | 28     | 13     |
| 2016-gen. 2017          | Gyirmót                 | NBI                     | 6          | 0          | MK              | 2               | 2               |                    | -                  | -                  | -           | -           | -           | 8      | 2      |
| Totale Gyirmót          | Totale Gyirmót          | Totale Gyirmót          | 33         | 12         |                 | 3               | 3               |                    | -                  | -                  |             | -           | -           | 36     | 15     |
| gen.-giu. 2017          | Dorogi                  | NBII                    | 18         | 8          | MK              | 1               | 0               | -                  | -                  | -                  | -           | -           | -           | 19     | 8      |
| 2017-2018               | Dorogi                  | NBII                    | 29         | 4          | MK              | 3               | 4               |                    | -                  | -                  | -           | -           | -           | 21     | 8      |
| Totale Dorogi           | Totale Dorogi           | Totale Dorogi           | 47         | 12         |                 | 4               | 4               |                    | -                  | -                  |             | -           | -           | 51     | 16     |
| 2018-2019               | Szolnok                 | NBIII                   | 30         | 27         | MK              | 1               | 0               | -                  | -                  | -                  | -           | -           | -           | 31     | 27     |
| 2019-2020               | Szolnok                 | NBII                    | 23         | 2          | MK              | 1               | 1               | -                  | -                  | -                  | -           | -           | -           | 24     | 3      |
| Totale Szolnok          | Totale Szolnok          | Totale Szolnok          | 53         | 29         |                 | 2               | 1               |                    | -                  | -                  |             | -           | -           | 55     | 30     |
| 2020-feb. 2021          | Taksony                 | NBIII                   | 21         | 13         | MK              | 2               | 4               | -                  | -                  | -                  | -           | -           | -           | 23     | 17     |
| feb.-giu.. 2021         | Dunaharaszti MTK        | MI                      | 15         | 19         | MK              | -               | -               | -                  | -                  | -                  | -           | -           | -           | 15     | 19     |
| 2021-2022               | Dunaharaszti MTK        | MI                      | 29         | 27         | MK              | 1               | 1               | -                  | -                  | -                  | -           | -           | -           | 24     | 3      |
| Totale Dunaharaszti MTK | Totale Dunaharaszti MTK | Totale Dunaharaszti MTK | 44         | 46         |                 | 1               | 1               |                    | -                  | -                  |             | -           | -           | 45     | 47     |
| 2022-2023               | Eger                    | NBIII                   | 25         | 15         | MK              | 2               | 1               | -                  | -                  | -                  | -           | -           | -           | 27     | 16     |
| 2023-2024               | FÉMALK-Dunavarsány      | MI                      | 26         | 9          | MK              | 3               | 3               | -                  | -                  | -                  | -           | -           | -           | 29     | 12     |
| 2024-2025               | Mezőörs                 | MI                      | 3          | 1          | MK              | 1               | 2               | -                  | -                  | -                  | -           | -           | -           | 4      | 3      |
| Totale carriera         | Totale carriera         | Totale carriera         | 549        | 232        |                 | 94              | 67              |                    | 1                  | 0                  |             | 0           | 0           | 644    | 299    |

## Palmarès

### Club
- Campionato ungherese di NBII: 1

Gyirmót: 2015-2016
- Campionato ungherese di NBIII: 1

Szolnok: 2018-2019
- Campionato ungherese di Megye I: 1

Eger: 2021-2022

### Individuale
- Capocannoniere della coppa ungherese: 2

2008-2009 (6 gol)
2009-2010 (5 gol)
- Capocannoniere della NBI: 1

2013-2014 (18 gol, a pari merito con Nemanja Nikolić)
- Capocannoniere della Nemzeti Bajnokság III: 1

2018-2019 (27 gol)
- Capocannoniere della Megye I: 1

2021-2022 (27 gol)